# Ligue achéenne
Pour les articles homonymes, voir Ligue.
Sauf précision contraire, les dates de cet article sont sous-entendues « avant l'ère commune » (AEC), c'est-à-dire « avant Jésus-Christ ».

Achaïe antique

La ligue achéenne ou koinon achéen (τὸ Ἀχαϊκόν / tò Achaïkón) est une confédération de villes d'Achaïe, sur la côte nord-est du Péloponnèse.
À son apogée, la ligue contrôle tout le Péloponnèse. La montée de l'impérialisme romain dans la région conduit finalement à sa dissolution en 146 av. J.-C., à la suite de la guerre d'Achaïe.

## La première ligue

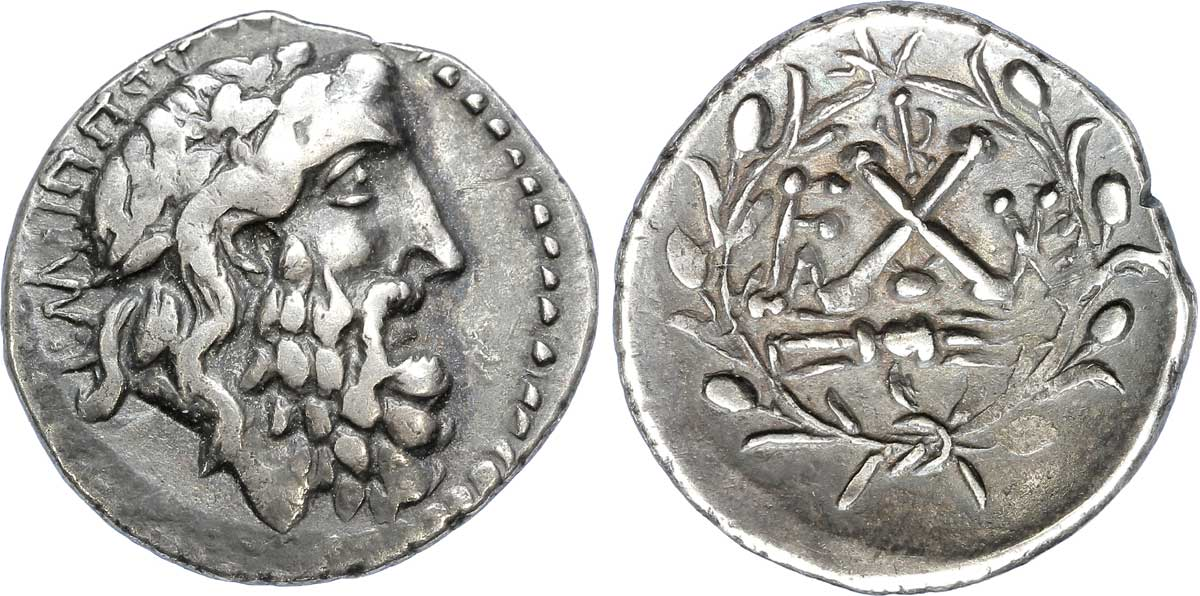
Hémidrachme de la Ligue achéenne à l'effigie de Zeus

Une première ligue existe au Ve siècle av. J.-C. À l'époque d'Hérodote, elle compte douze cités : Pellène, Égira, Aigéai, Bouras, Hélice, Aigion, Rhypes, Patras, Pharès, Olénos, Dymé, et Tritée. Rhypes et Aigéai disparaissent ensuite, et sont remplacées par Léontion et Cérynée. Les liens unissant ces cités sont mal connus, sans doute la nature de la ligue était-elle plus religieuse que politique.
La ligue est dissoute de fait par les Macédoniens : Démétrios Ier Poliorcète et Cassandre de Macédoine imposent aux cités des garnisons et souvent des tyrans sous leur contrôle. Les cités se trouvent ainsi séparées.

## La ligue hellénistique

### Reconstitution
La ligue achéenne est reconstituée vers 280, quand Antigone II Gonatas, fils de Démétrios Poliorcète, tente de reprendre le trône de Macédoine à Ptolémée Kéraunos. Profitant de l'affaiblissement de leur ennemi, les Achéens chassent de leurs cités les garnisons macédoniennes et les tyrans à leur solde. Les cités à l'origine de cette deuxième confédération sont Dymé, Patras, Tritée et Pharée. D'autres cités se joignent à ce premier groupe au cours des trois décennies suivantes : Aigion, Bura, Léontion, Égita, Pellène. 
L'État fédéral paraît alors la seule manière de tenir tête aux États hellénistiques : toutes les cités sont sur un pied d'égalité, elles doivent se comporter comme des membres d'un État, obéir à un gouvernement fédéral et ne pas négocier séparément avec les autres cités ; la question de leur plus ou moindre grande autonomie est discutée entre les tenants d'un État unitaire comparable à une polis et ceux d'une organisation laissant davantage de latitude aux cités. À partir de 255-254, le magistrat principal est un stratège, rééligible, mais pas deux ans de suite. Les décisions et les lois sont prises au cours de quatre « sessions fédérales » annuelles (synodos) ou de sessions extraordinaires (synkletos) au cours desquelles se réunissent le conseil (boulè) et l'assemblée des citoyens (ecclésia).

### Débuts
En 250, la cité de Sicyone dirigée par Aratos rejoint la ligue, bien que d'origine dorienne. La ligue se développe sous l'autorité de ce dernier : dès lors, les cités non achéennes de dialecte peuvent en faire partie. Aratos obtient le soutien financier de l'Égypte. 
En 243 Aratos obtient un succès éclatant en libérant Corinthe de sa garnison macédonienne. En Argolide, Trézène et Épidaure rejoignent alors la ligue, ainsi que Mégare dans l'isthme de Corinthe.
Entre 239 et 235, la ligue affronte la Macédoine au cours de la guerre démétriaque. En 235, le tyran de Mégalopolis Lydiadas rejoint volontairement la fédération, dont il devient par la suite plusieurs fois stratège. Il s'oppose parfois à Aratos.
L'année 229 av. J.-C. marque un premier apogée de la ligue, qui profite des difficultés de la Macédoine et de la mort du roi Démétrios II pour récupérer Mégare (perdue vers 237/236) et recevoir l'adhésion d'Égine et surtout d'Argos, dont le tyran Aristomachos le Jeune dépose volontairement son pouvoir en adhérant à la confédération, imité peu après par les tyrans de Phlionte et Hermione. Aratos ne réussit pas à faire adhérer Athènes à la ligue en 229, bien qu'il l'ait aidée à se libérer des Macédoniens. Au cours de cette année, les relations se dégradent avec les Étoliens ; ceux-ci se rapprochent de Sparte à qui ils confient quatre cités arcadiennes qui étaient entrées dans leur alliance, Tégée, Mantinée, Orchomène et Kaphyai.

### Difficultés et alliance avec la Macédoine

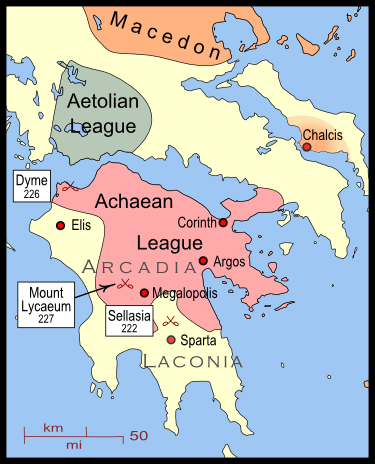
Situation à l'époque de la guerre de Cléomène

La guerre éclate fin 229 entre la ligue achéenne et la puissance montante de Sparte. Les premières années sont des échecs pour les Achaïens, qui subissent plusieurs désastres.
Ces insuccès qui mettent en péril l'existence de la confédération conduisent Aratos à s'allier à partir de 227 avec l'ennemi « naturel » des Grecs, le roi de Macédoine Antigone Doson, auquel il rétrocède Corinthe en -225/4 en échange de son aide contre Cléomène. Séparée alors du reste de la ligue achéenne, Mégare rejoint la confédération béotienne. Les défections de certaines cités sont réprimées par la force : en 223, la cité de Mantinée est ainsi détruite et débaptisée par Aratos, ce qui entache sa réputation.
La défaite de Sparte à Sellasie en 222 permet à la ligue de retrouver une grande partie de son extension, mais sa souveraineté est amoindrie par l'influence de la Macédoine dans le Péloponnèse, qui abrite alors à nouveau quatre garnisons macédoniennes (Corinthe, Sparte, Orchomène et Héraia (en)). La guerre reprend contre les Étoliens et leurs alliés éléens et spartiates en 220. L'armée commandée par Aratos est battue à Kaphiai et la ligue doit se tourner vers Philippe V de Macédoine.

### Période de Philopœmen

La Mer Égée en -192

À partir de 209, Philopœmen devient l'homme d'État le plus influent de la ligue. Sous son commandement, celle-ci renoue avec les succès et s'étend progressivement sur l'ensemble du Péloponnèse.
D'abord hésitante, la confédération se range aux côtés des Romains au cours de la deuxième guerre macédonienne vers 198 av. J.-C., et obtient ensuite leur aide dans sa lutte contre Sparte dans la guerre contre Nabis en 195. La défaite spartiate permet à la ligue achaienne de récupérer Argos et d'obtenir un protectorat sur une confédération nouvellement créée de cités côtières laconiennes, dont le contrôle est ôté à Sparte. La guerre entre Nabis et les Achaïens reprend début 192, et Nabis est finalement tué par ses alliés étoliens : Sparte entre alors dans le Koinon achaien.
Les Achaïens restent fidèles à l'alliance romaine en 192 lorsqu'éclate la guerre antiochique, et déclarent la guerre à Antiochos et à ses alliés étoliens et grecs ; les seules cités échappant encore à leur contrôle, Élis et Messène, rejoignent contre leur gré la Ligue après la victoire romaine en Grèce centrale en 191. La période autour de 190 constitue donc l'apogée territorial de la confédération, qui comprend alors la totalité du Péloponnèse, hormis les cités côtières de Laconie sur lesquelles elle n'exerce qu'un protectorat. La ligue doit cependant compter avec l'influence de plus en plus présente des Romains en Grèce.
Des mouvements sécessionnistes sont brutalement réprimés à Sparte, où des partisans de Nabis avaient repris le pouvoir en 191 : la guerre éclate en 189, la ville est prise en 188 et ses murailles abattues. En 184, Messène tente à son tour de reprendre son autonomie, et Philopœmen meurt en 182 lors de la guerre qui s'ensuit.

### Protectorat romain
Les Achaïens adoptent une attitude ambiguë au cours de la troisième guerre macédonienne (-172 à -168), en conservant une neutralité au lieu de s'engager au côté des Romains. Ceci provoque une tension dans leurs relations et en -167 la ligue doit livrer mille otages, dont l'homme d'État Polybe, qui sont déportés à Rome.

### Guerre d'Achaïe et dissolution

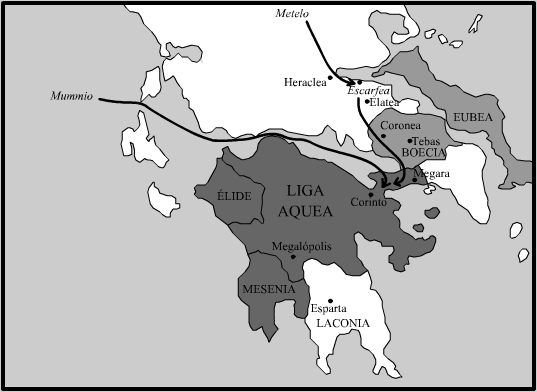
La ligue achéenne en -146

Afin d'affaiblir la puissante confédération, Rome remet en 147 un sénatus-consulte aux Achaïens. Elle leur ordonne de donner l'indépendance à plusieurs villes de la ligue, dont Sparte qui était rentrée dans la ligue sous la contrainte, mais aussi d'autres cités comme Corinthe et Argos qui n'en avaient pas exprimé le désir. 
Les Achaïens refusent d'obtempérer et commencent à préparer la guerre officiellement en vue d'un conflit contre Sparte. Rome attend la chute de Carthage (printemps 146) avant de commencer le conflit. Rome semble alors avoir peu de sympathisants en Grèce, plusieurs villes restent neutres, dont Sparte qui était pourtant opposée à la ligue, ce qui semble témoigner du fait que Rome commence à devenir impopulaire, notamment après la destruction de Carthage qui provoque un traumatisme en Grèce. Certaines cités s'allient à la ligue contre Rome, notamment des cités de Béotie comme Thèbes. 
Quintus Caecilius Metellus Macedonicus, général romain, inflige une défaite à la coalition près de la ville d'Héraclée, et Critolas, commandant de l'armée adverse, meurt lors de la bataille de Skarphia. Cependant cela ne suffit pas à mettre fin à la guerre. Du côté des Achaïens, Diaios organise la défense de Corinthe et prend des mesures exceptionnelles, dont l'affranchissement et l'armement de 12 000 esclaves et la taxation des plus riches. Metellus est alors remplacé par Lucius Mummius Achaicus qui parvient à prendre Corinthe durant l'été de l'année 146. La ville est alors pillée de fond en comble, ses habitants tués ou réduits en esclavage et pour finir la ville est rasée. Son territoire est alors déclaré ager publicus. Lucius Mummius connaît alors une gloire immense et apparaît comme un homme vertueux, il n'aurait en effet rien pris dans le butin. Cependant la valeur de sa victoire est remise en cause par l'historien latin Aurelius Victor qui considère qu'elle avait été grandement facilitée par Metellus (cf. De Viris illustribus).

### Institutions de la ligue achaienne
La ligue achaienne s'appuie sur de nombreuses institutions. La première d'entre elles est une assemblée primaire, la synodos, qui était composée de tous les citoyens de plus de 30 ans avant sa réforme en l'an 200, ses compétences ne sont pas entièrement connues. La deuxième d'entre elles était la synkletos, une assemblée extraordinaire convoquée par périodes de 3 jours pour décider de la diplomatie, par les déclarations de guerre ou les négociations de paix. Elle ressemble à l'Assemblée du Koinon étolien, si bien que Georges Albert Radet en 1885 considérait leurs systèmes de représentation comme « identiques » en s'appuyant sur les travaux de Marcel Dubois.
Ensuite, la ligue est aussi régie par un conseil, une boulè. Il était constitué d'une centaine de plusieurs délégués des cités qui payaient le cens. Ses membres avaient obligatoirement plus de 30 ans et se réunissaient quatre fois par an dans tout l'espace régit par la ligue achéenne. Notons cependant que Sparte n'a jamais accueilli de réunion du conseil dans la mesure où la cité n'a jamais accepté pleinement son intégration forcée au sein de la ligue.
Depuis l'année 196, la ville principale de la ligue est Corinthe.
La ligue a à sa tête le personnage du stratège. Ils étaient au nombre de 2 avant l'an 256, puis ont été réduits à 1. Les stratèges commandaient la cité et l'armée étaient assistés d'un secrétaire et d'un hipparque, qui était un commandant de cavalerie. Ils étaient élus pour un an et leur « mandat » (anachronisme volontaire pour la compréhension) était renouvelable sans restrictions à part une période de battement de 1 an entre les réélections, même si des exceptions pouvaient avoir lieu. À titre d'exemple, Aratos de Sicyone fut 17 fois stratège, et Philipœmen le fut 6 fois. Au sein de la boulè, 10 damiorgoi étaient élus afin de travailler avec le stratège dans le but de convoquer les assemblées et de leur fixer leurs objectifs.
La flotte achéenne était commandée par un navarque, au sujet duquel nous avons peu d'informations. Les forces terrestres étaient constituées d'une armée commune divisée entre des contingents civiques et des mercenaires. C'était des troupes de piètre qualité. Les troupes d'élite de la ligue étaient constituées de 3 000 fantassins et de 300 cavaliers qui étaient qualifiés d'epilectoi, contrairement au reste de l'armée, elles étaient capable de se battre efficacement. L'armée se battait à la manière des Grecs classiques avant la réforme de l'an 208, instaurée par Philipœmen dans le but d'actualiser son style de combat en fonction de ce qui se faisait alors de mieux : les techniques macédoniennes.
Il existait aussi des tribunaux et un trésorier de la ligue.
Enfin, les nomographes étaient un conseil de magistrats spécialisés dans la loi et la justice. Chaque cité de la ligue achéenne devait en désigner entre 1 et 3 en fonction de la puissance démographique de celle-ci. Par exemple, lorsque Sparte fut forcée de rentrer dans le koinon, sa forte population lui a octroyé le droit de désigner 3 nomographes, soit le nombre maximal possible.

## Période romaine
La ligue est d'abord dissoute et les villes qui la composaient sont dans les faits soumises à Rome. Durant les guerres mithridatiques, certaines d'entre elles se soulèvent pour échapper à la tutelle romaine et s'allient au roi du Pont. Cependant, elles sont vite soumises. Au début du règne d'Auguste la région est cette fois juridiquement réduite en province romaine, celle d'Achaïe, en référence à la ligue (achéenne = d'Achaïe).